# Peter J. Conradi
Peter J. Conradi, né le 8 mai 1945, est un auteur et universitaire britannique, dont les études principales ont porté sur l'écrivain et philosophe Iris Murdoch, qui lui était une amie proche,,. Il est professeur émérite d'anglais à l'Université de Kingston et a été chercheur au Magdalen College d'Oxford et chercheur à l'University College de Londres. Il est membre de la Royal Society of Literature,.